# Anneburen (Heerenveen)
Anneburen (Fries: Annebuorren) is een buurtschap in de gemeente Heerenveen, in de Nederlandse provincie Friesland. Het ligt ten zuidoosten Heerenveen en Oudeschoot, waaronder het formeel ook valt.
Anneburen is genoemd naar Anne Siezes van der Kerk die hier in de 19e eeuw een boerderij had. Anneburen strekt zich uit langs de Schoterlandseweg en loopt van Schoterlandseweg 48A (voormalig bejaardentehuis Ridejo) in het westen tot aan de dorpsgrens met Mildam (boerenzathe Oranjehoeve). Sinds het begin van de twintigste eeuw is de naam Anneburen officieel als straatnaam vastgelegd voor een stukje weg dat Anneburen verbindt met de autosnelweg A32 (Meppel-Leeuwarden).
Anneburen vormde van 1965 tot 2003 het hoofddeel van het dorp Oudeschoot doordat de gemeente Heerenveen bij het overnemen van het dorp Oudeschoot besloot deze onderdeel te maken van Heerenveen, Anneburen en een deel van het buitengebied van Oudeschoot zelf  waren bij gemeentelijke herindeling niet meegegaan. De bewoners van het eigenlijke dorp zelf waren daar niet blij mee maar het duurde tot 2003 dat de gemeente het dorp opnieuw erkende.
De buurtschap wordt soms (abusievelijk) aangeduid als Annaburen.

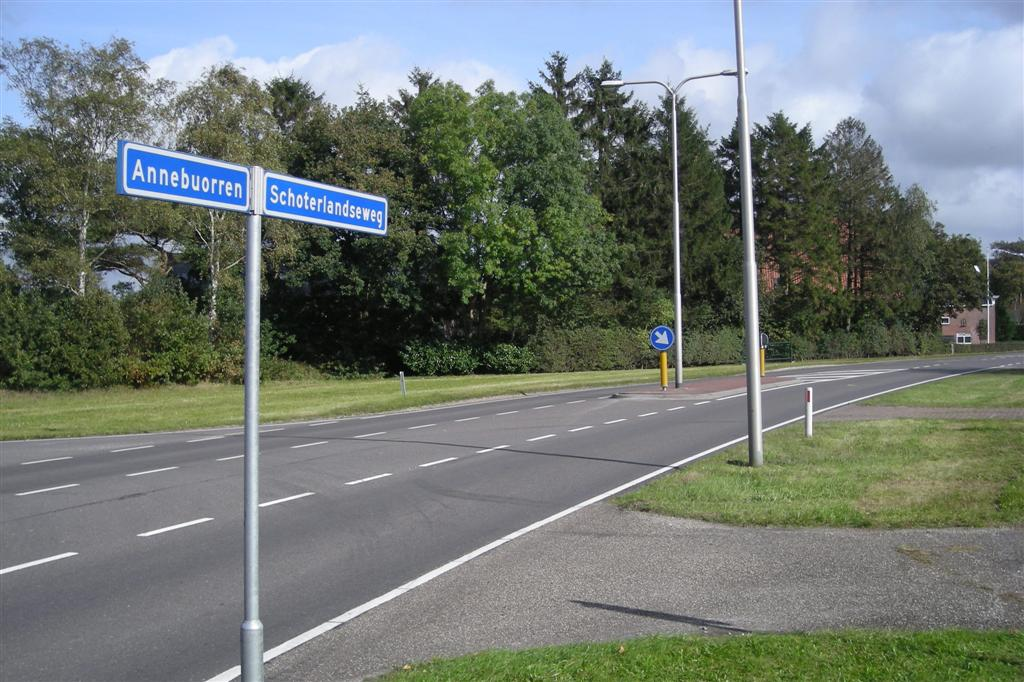

Dorpen: Akkrum · Bontebok · De Knipe · Gersloot · Gersloot-Polder · Haskerdijken · Heerenveen · Hoornsterzwaag · Jubbega · Katlijk · Luinjeberd · Mildam · Nes · Nieuwebrug · Nieuwehorne · Nieuweschoot · Oldeboorn · Oranjewoud · Oudehorne · Oudeschoot · Terband · Tjalleberd

Buurtschappen: Anneburen · Birstum · Brongerga · Henshuizen · Meskenwier · Oosterboorn · Oude Schouw (deels) · Pean · Poppenhuizen · Schurega · Sorremorre · Spitsendijk · Sythuizen · Warniahuizen · Welgelegen (deels)

Friesland: Steden en dorpen      Nederland: Provincies · Gemeenten